# Anaerostipes faecalis
Anaerostipes faecalis es una especie de  bacteria del género Anaerostipes. Fue descrita en el año 2022. Su etimología hace referencia a heces. Se describe como gramnegativa, aunque posiblemente sea grampositiva como otras bacterias del mismo género. Es anaerobia estricta e inmóvil. Forma colonias blancas, circulares, convexas y opacas. Temperatura de crecimiento entre 30-45 °C, óptima de 37 °C. Se ha aislado de heces de cerdo.